# Зорі типу RS Гончих Псів
Зорі типу RS Гончих Псів (англ. RS Canum Venaticorum Star, RS CVn)  — це клас розділених подвійних зір, які складаються з масивного головного гіганта чи субгіганта спектральних класів G—K та супутника, який є субгігантом або зорею головної послідовності спектральних класів G—M. Зорі типу RS CVn крім можливої затемнюваної зміни кривої блиску, виявляють також модуляцію кривої блиску з амплітудою до 0,6 видимих зоряних величин, яка пояснюється обертанням зоряних плям на поверхні зорі. Сильна магнітна активність таких зір виражається у гарячій короні на рентгенівських хвилях та у спалахах.

## Опис
Існує багато визначень зір типу RS Гончих Псів, які застосовуються паралельно. Перше визначення, зроблене Холлом і використовуване зараз, включає такі критерії:
- фотометричну змінність;
- лінії K & H кальцію у емісійному спектрі;
- субгігант всередині межі Роша;
- швидке обертання зоря, яке майже синхронізовано з орбітальним періодом подвійної системи;
- період обертання — змінний.

На додаток до цього визначення, зорі типу RS CVn не настільки тісні подвійні системи, як подвійні системи з зірками схожої маси, в яких компоненти з більш високою температурою мають спектральний клас F-K, а орбітальний період становить від одного дня до 2-х тижнів. У найширшому сенсі, зоря типу RS Гончих Псів може бути описана як змінна тісна подвійна зоряна система з принаймні однією холодною зорею і дуже низькою массопередачею.
Зорі типу RS Гончих Псів додатково поділяють на 5 підгруп:
1. Звичайні системи: орбітальні періоди — від одного до 14 днів; гарячіший компонент має спектральний клас F або G та клас світності V або IV; за межами затемнення у спектрі спостерігаються сильні K & H лінії емісії Ca II.
2. Короткоперіодичні системи: компоненти розділені, хоча орбітальні періоди становлять менше одного дня; гарячіший компонент має спектральний клас F або G та клас світності V або IV; у спектрі одного чи обох компонентів спостерігаються K & H лінії емісії Ca II.
3. Довгоперіодичні системи: орбітальні періоди довші 14 днів; обидва компоненти спектральних класів G-K та класів світності II—IV, мають у спектрі сильні K & H лінії емісії Ca II за межами затемнення.
4. Системи зі спалахами: гарячіший компонент має спектральний клас dKe чи dMe та має у спектрі сильні K & H лінії емісії Ca II.
5. Системи типу V471 Тельця: гарячіший компонент є білим карликом; холодніший компонент має спектральний клас G-K та має у спектрі сильні K & H лінії емісії Ca II.

Криві блиску зір типу RS CVn поза затемненням демонструють особливу напівперіодичну структуру, яку називають хвилею викривлення. Ітон та Холл 1979 року визначили, що найпростішим механізмом утворення такої хвилі можуть бути «зоряні плями», які за аналогією з сонячними, є великими порівняно холодними активними зонами у фотосфері. Відтоді такі плями вдалося непрямо спостерігати у багатьох системах.

## Споріднені класи зір
Крім змінних типу RS CVn, до зір з магнітною активністю належать також такі зорі:
- червоні карлики типу UV Кита, які мають спалахи;
- зорі типу BY Дракона, чиї криві блиску модулюються зоряними плямами;
- гіганти типу FK Волосся Вероніки зі швидким обертанням;
- молоді зорі типу T Тельця;
- затемнювані зорі типу W Великої Ведмедиці, чиї криві блиску можуть бути змодельовані лише включенням зоряних плям;
- зорі типу Алголя;
- сонцеподібні зорі.

## Причини магнітної активності
Змінні типу RS Гончих Псів та всі споріднені класи зір мають конвективну енергопередачу у фотосфері у поєднанні з високою швидкістю обертання. У зір типу RS Гончих Псів швидкість обертання є наслідком синхронного обертання у подвійній системі, а магнітне поле, як і в Сонця, утворюється в зоні тахоклину (зона між конвективною зоною та зоною променистого переносу). Магнітогідродинаміка описує, що магнітне поле виникає, коли електричний струм у формі плазми тече всередині зорі за рахунок диференційованого обертання. Через зв'язок у цього класу зір періоду обертання з орбітальним періодом, їх магнітне поле перевищує сонячне на порядки, а ознаки магнітної активності є такими ж:
- зоряні плями, які можуть вкривати до 50% видимої поверхні зорі;
- розігріта до мільйонів Кельвінів корона, яку можна побачити на рентгенівських хвилях;
- докази флерів (спалахів) у рентгенівському, радіо- та ультрафіолетовому випроміненні;
- лінії емісії з хромосфери, наприклад кальцію та магнезію.

## Поодинокі зорі типу RS Гончих Псів
Субгігант спектрального класу K з магнітною активністю включається до зір типу RS Гончих Псів навіть якщо не знайдено ознак наявності в нього супутника. Загалом вважається, що яскравість супутника занадто низька для отримання доказів його існування. Однак для поодиноких зір зі швидким обертанням існує шлях еволюції до стадії активних субгігантів спектрального класу K. Такі зорі раннього спектрального класу F на головній послідовності в фазі спалювання водню формують конвекційну зону низької глибини в фотосфері; зона тахоклину генерує лише слабке магнітне поле, а швидкість обертання залишається високою. Після спалювання водню в ядрі такі зорі залишають головну послідовність і переходять розрив Герцшпрунга як активні субгіганти спектрального класу K масою 1,25-1,5 сонячних. Оскільки проходження розриву Герцшпрунга триває не більше 10 000 років, такі зорі дуже рідко спостерігаються. Масивніші зорі проходять розрив Герцшпрунга занадто швидко для спостереження, а у менш масивних зір під час їх перебування на головній послідовності створюється настільки сильне магнітне поле, що пізніше (на стадії субгігантів спектрального класу K) вже обертаються занадто повільно для прояву магнітної активності.